# Francine Fromond
Francine Fromond est une résistante communiste française, dirigeante de l'Union des jeunes filles de France, née le 2 octobre 1917 à Paris (XIXe arr.) et fusillée le 5 août 1944 dans la prison de Fresnes, dans la banlieue sud de Paris.

## Biographie
Le père de Francine Fromond, ajusteur-mécanicien, est tué en 1932 au cours d’une manifestation de chômeurs. Avec la mère, couturière à domicile, la famille habite une petite maison aux Lilas (alors dans le département de la Seine). Francine Fromond ne peut continuer ses études après avoir obtenu le certificat d’études et fait une année de cours supérieurs. Elle devient à treize ans vendeuse, puis sténo-dactylo. 
Sous l'influence de son frère Marcel. secrétaire des Jeunesses communistes des Lilas, elle adhère en septembre 1933 à l’Union des jeunes filles de France (UJFF) et devient rapidement trésorière du groupe des Lilas. Son militantisme actif la fait vite remarquer et elle part en formation à Moscou en juin 1935. Elle devient dactylo au département des traductions du comité exécutif de l’Internationale communiste (IC), puis entre en novembre 1935 à l’École internationale Lénine sous le nom de Madeleine Dupuy. Elle reçoit par ailleurs une formation technique approfondie notamment dans le domaine des liaisons radio. De retour en France, elle continue son activité publique dans l’UJFF, dont elle devient secrétaire de la région Paris-Est en 1938.
Elle est impliquée dès 1936 dans le soutien clandestin aux Républicains espagnols. Son frère Marcel tombe sur le front espagnol en 1938. De 1936 à 1939, elle est secrétaire du responsable communiste italien, exilé en France, Giulio Cerreti, qui gère sous le pseudonyme de Monsieur Pierre la Compagnie France-Navigation, créée à l'initiative de l'ambassadeur espagnol Luis Araquistáin, qui aide clandestinement les Républicains.
Elle se rend en Belgique en septembre 1939 pour collaborer quelques mois avec le délégué de l’IC Eugen Fried. Secrétaire de la revue Cercle d’art qu’il commence à publier, ce métier couvre leurs activités clandestines. Elle se rend au Danemark, où elle rencontre Giulio Cerreti le 31 décembre 1939. Elle y est arrêtée en mai 1940 par les Allemands, qui ont envahi le pays le mois précédent, puis est libérée le 6 juin grâce à l’intervention de l’ambassadeur soviétique.
Revenue en URSS, elle se perfectionne dans les liaisons par radio et travaille auprès de la direction de l’IC. Georgi Dimitrov décide de l'envoyer en mission en France avec Raymond Guyot et Daniel Georges, frère du futur Colonel Fabien. Elle est la première femme parachutée en France, à la fin de janvier 1942, dans la région de Montpellier, munie d’un poste-radio. Avec Guyot, elle dirige l’organisation communiste clandestine de zone sud, où elle est chargée de faire la liaison avec l'Internationale communiste. Guyot s’installe à Lyon. Francine Fromond l’accompagne pour assurer ses liaisons radio avec Moscou, via l’ambassade soviétique à Londres.
Sa mère s’installe avec elle à Saint-Vérand dans le Rhône, où toutes deux sont dénoncées et arrêtées le 30 juillet 1943 par la Milice française. Livrées aux Allemands, elles sont torturées par la Gestapo puis sont transférées en août à la Maison d'arrêt de Fresnes. Peu après leur arrivée, la mère meurt des suites des sévices infligés. Début 1944, Francine Fromond est traduite devant un tribunal de guerre et condamnée à mort pour espionnage. « Quand on m’a signifié le verdict, je me suis levée et j’ai adressé un petit discours au président du tribunal. Je lui ai dit que c’était un honneur pour une Française que d’être condamnée par un tribunal allemand et je l’ai remercié. […] Il était furieux ». Elle est fusillée le 5 août 1944 à l'âge de 26 ans. Elle est enterrée au cimetière communal des Lilas le 5 août 1945.

## Hommages

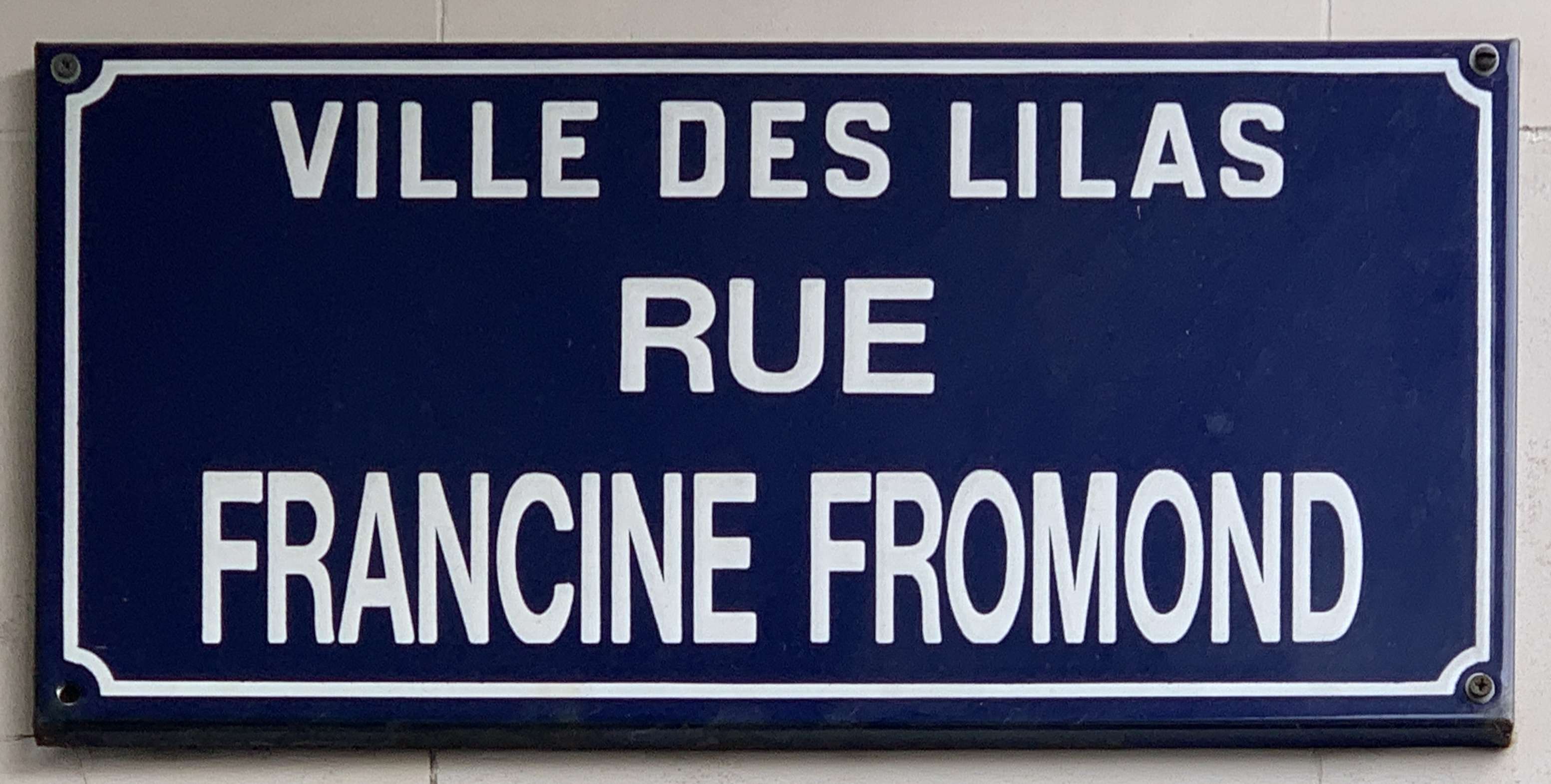
Plaque rue Francine Fromond aux Lilas.

Une plaque est apposée sur la maison où logeait la famille aux Lilas, rendant hommage à Francine Fromond, sa mère et son frère. Une rue de la commune porte aussi le nom de Francine Fromond. Il y également une rue à son nom dans la zone industrielle de la Rize à Vaulx-en-Velin (Rhône).
Plusieurs écoles maternelles portent le nom de Francine Fromond à Bagnolet, à Aubervilliers et à Drancy, ainsi qu'un collège à Fresnes.